# Kunzang Dechen Wangyal
Lachen Gomchen Rinpoché
Lachen Gomchen Rinpoché -
Kunzang Dechen Wangyal (20 ou 27 décembre 1949 Sikkim- 18 septembre 2012 New Delhi) est un lama important du Sikkim, réincarnation de Lachen Gomchen Rinpoché

## Biographie
Kunzang Dechen Wangyal est né à Sholepthang à Yangang, dans le sud du Sikkim le 20 ou 27 décembre 1949. C'était un enfant étonnant. Un jour, alors qu'il jouait avec un objet rituel d'un lama local pressentant la nature hors de commun du garçon, Kunzang Dechen Wangyal lui a dit qu'il possédaient d'autres objets rituels de meilleure qualité à Lachen. Quand il a eu sept ans, des moines sont venus de Lachen pour le revendiquer comme la réincarnation du troisième Lachen Gomchen. Il a ensuite été emmené chez le grand lama Nyingma Jamyang Khyentse Choki Lodro qui a effectué la cérémonie de la coupe des cheveux et lui a donné le nom de Kunzang Dechen Wangyal.
Kunzang Dechen Wangyal a débuté ses études à un jeune âge et à dix ans a reçu des enseignements avancés d'un Najorpa caché nommé Jokhang Rinpoché. Sous la direction de Jokhang Rinpoché, il a suivi le classique cours de méditation de trois ans avec une spécialisation en sadhna de Lama Drakseng. Il a ensuite reçu un enseignement plus avancé de Dujom Rinpoche sur le Rinchen Terzo et de nombreuses autres matières pendant trois ans.
À l'âge de vingt ans, il est inscrit au Sikkim Institute of Higher Nyingma Studies à Gangtok, où, après six ans, il obtient le diplôme d'Acharya. Il devient membre de Lhadey Chogpa en 1979 et est élu à l'Assemblée législative de l'État (1979 Sikkim Legislative Assembly election (en)) la même année et a été ministre pendant quatre ans et demi (1979-1984). Selon le coordinateur en chef de l'Assemblée, Yapo Sonam Yongda, Kunzang Dechen Wangyal a contribué à faire revivre une partie de "la tradition et de l'héritage du dharma du Sikkim qui s'estompent sans cesse. Sa brève présence au gouvernement au début des années 1980 a été témoin de l'inauguration d'écoles monastiques à travers le Sikkim, et qui est maintenant devenue le noyau de l'avancement ultérieur des étudiants et des pratiquants dans les activités spirituelles".

## Mort
Kunzang Dechen Wangyal est mort le 18 septembre 2012 à New Delhi. Ses funérailles ont eu lieu à Lachen, dans le nord du Sikkim. La dépouille (kudung) de Lachen Gomchen Rinpoché a été emmené à Chorten Gompa pour recevoir la bénédiction de Dodrupchen Rinpoché.